# 联合国安全理事会第1761号决议
联合国安理会1761号决议是联合国安全理事会于2007年6月20日在第5700次会议上通过的一项决议。该决议决定将科特迪瓦专家小组的任务期限延长至2007年10月31日，并请其在2007年10月15日之前，通过专门委员会向安理会提交最新情况的书面简报。